# Deerpark
Deerpark es un pueblo ubicado en el condado de Orange en el estado estadounidense de Nueva York. En el año 2000 tenía una población de 7,858 habitantes y una densidad poblacional de 45.7 personas por km².

## Geografía
Deerpark se encuentra ubicado en las coordenadas 41°27′N 74°39′O / 41.450, -74.650. Según la Oficina del Censo, la ciudad tiene un área total de 175,8 km² (67,9 mi²), de la cual 172 km² (66,4 mi²) es tierra y 3,8 km² (1,5 mi²) (2.14%) es agua.

## Demografía
Según la Oficina del Censo en 2000 los ingresos medios por hogar en la localidad eran de $45,000, y los ingresos medios por familia eran $49,987. Los hombres tenían unos ingresos medios de $40,070 frente a los $25,642 para las mujeres. La renta per cápita para la localidad era de $18,252. Alrededor del 14.8% de la población estaban por debajo del umbral de pobreza.